# 669 a.C.

## Oriente Médio
- Taraca, rei de Cuxe, invade e reconquista o Egito do Império Assírio.[1]
- Assaradão morre em Harrã enquanto está a caminho de recuperar o Egito dos cuchitas.[2]
- Assurbanípal se torna rei da Assíria, conclui um tratado com Tiro e as cidades fenícias ao longo do Mediterrâneo.[1]

## Mortes
- Assaradão foi rei da Assíria entre 681 a.C. e 669 a.C.[2]